# Enea Manfredini
Enea Manfredini (Reggio Emilia, 11 aprile 1916 – Reggio Emilia, 3 febbraio 2008) è stato un architetto italiano.

## Biografia
Si laurea in Architettura nel 1940 al Politecnico di Milano dove fino al 1951 svolge attività didattica in Caratteri distributivi degli edifici, Tecnologia dei materiali e Tecnica delle costruzioni. Ancora studente entra in contatto con il gruppo di architetti, tra cui Franco Albini, Piero Bottoni, Ignazio Gardella ed Ernesto Nathan Rogers, riunito intorno a Giuseppe Pagano che gli pubblica sulla Casabella di quegli anni diversi progetti giovanili (fig. 1) . Nello stesso clima matura nel 1949 l'adesione al Movimento di Studi per l'Architettura (MSA). 
Diploma d'onore della IX Triennale di Milano nel 1951 .
Accademico Pontificio dei Virtuosi al Pantheon dal 1961. Premio In-Arch Domosic 1963 con Franco Albini e Franca Helg per l'urbanizzazione di Habana del Este a Cuba . È presente in Triennali e Biennali, partecipa a mostre di architettura in Italia e all'estero. Fa parte di commissioni giudicatrici di concorsi nazionali d'architettura e partecipa a congressi e concorsi d'architettura e urbanistica. È affiancato, nel lavoro di studio, dai figli Alberto Manfredini, dal 1977, e Giovanni Manfredini, dal 1982. Primo premio regionale In-Arch per l'Emilia Romagna nel 1990.

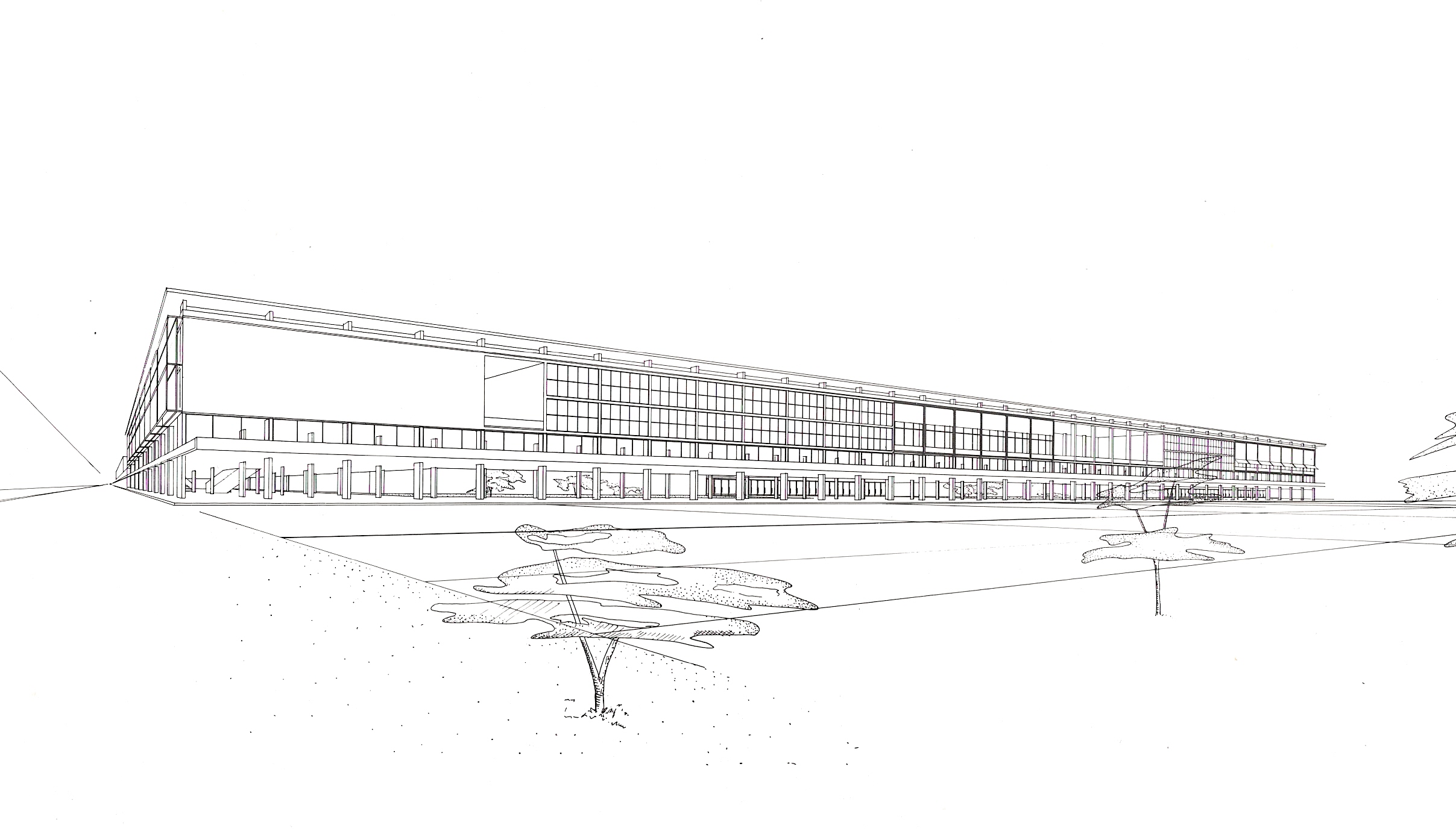
fig.1 - Centro culturale, Milano, 1940. Pubblicato su "Casabella - Costruzioni", n. 158, febbraio 1941, pp. 24-26.

## Inquadramento storico culturale
Gli esordi di Manfredini sono legati alla cultura figurativa del razionalismo. Dal 1943 collabora con Albini a diversi progetti. Dal concorso per la Triennale "L'arredamento della casa per tutti"  agli uffici INA di Parma (1950-54), dove è direttore dei lavori, "un ruolo, nella logica e nella morale di quegli anni, niente affatto secondario o puramente esecutivo"  . Manfredini afferma una tenace e limpida continuità con l'asse razionalista che precede l'ultima guerra mondiale, come sottolineato nei saggi di Enrico Mantero, Vittorio Gregotti e Giuliano Gresleri che appaiono nel catalogo edito da Electa in occasione dell'antologica che il Comune di Reggio Emilia gli dedica nel 1989  . Immerso in un “clima di trasparenze”, radicato con onestà nelle esperienze che si andavano configurando come “fondate applicazioni contestuali di un'unica grande tendenza europea”, il lavoro di Manfredini esprime subito una poetica consapevole, “senza errori”, che trova la prima alta conferma nel Seminario Vescovile della sua città (1946-1950), vinto per concorso (fig. 2 e fig. 3), che è certamente una delle sue opere più importanti.

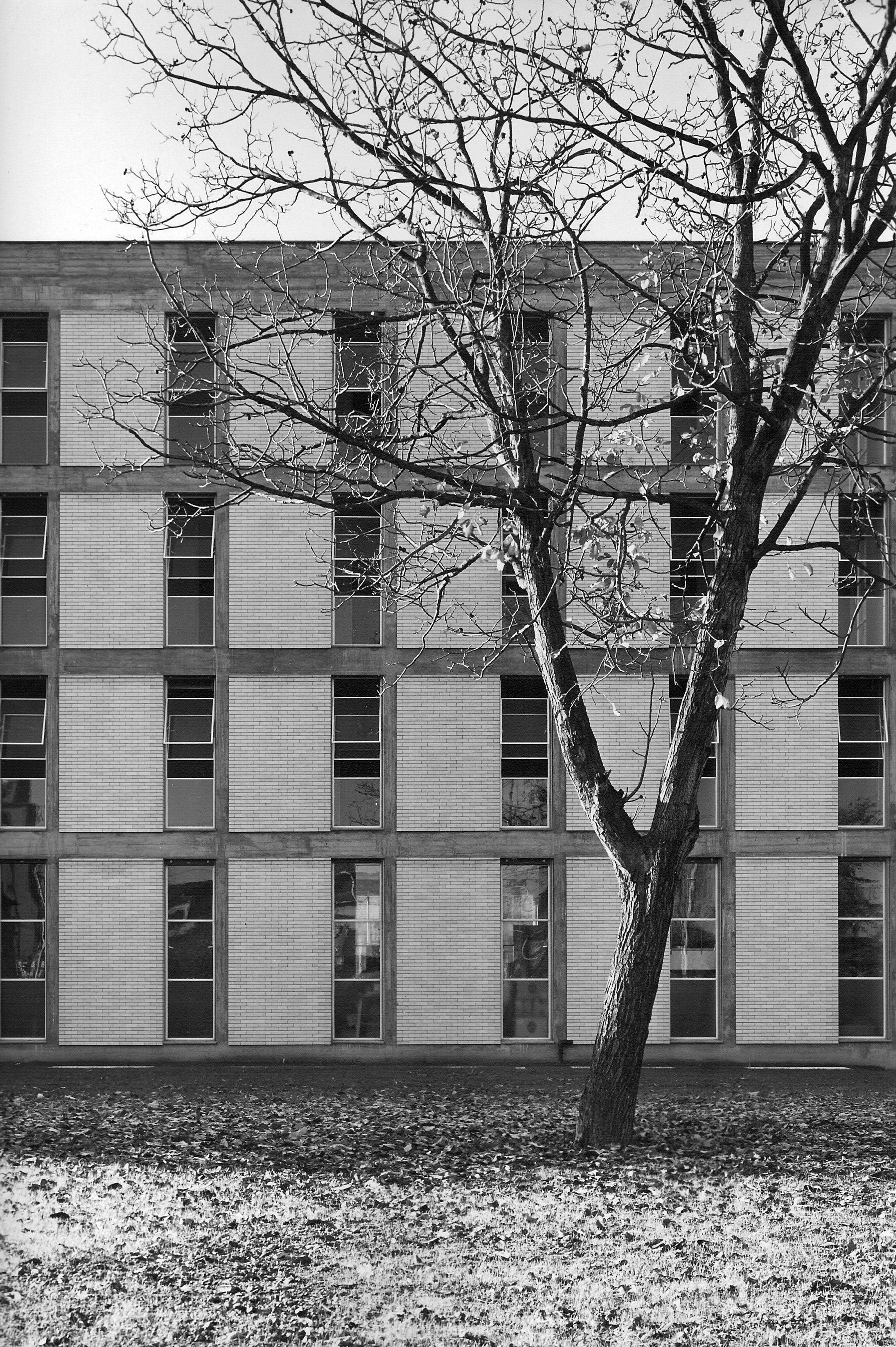
Fig. 2 - Seminario Vescovile, Reggio Emilia, 1946

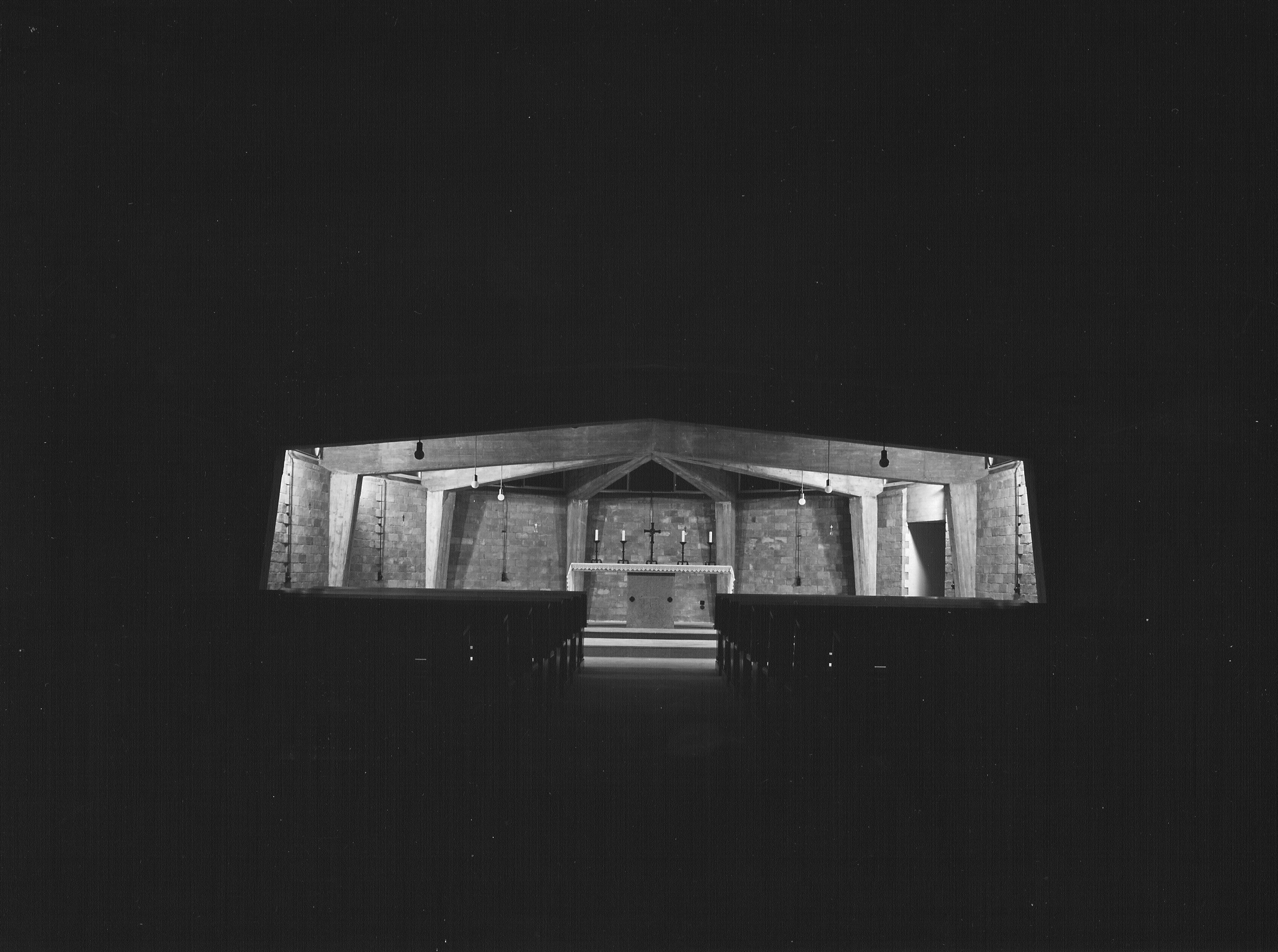
Fig. 3 - Cripta del Seminario Vescovile, Reggio Emilia, 1946

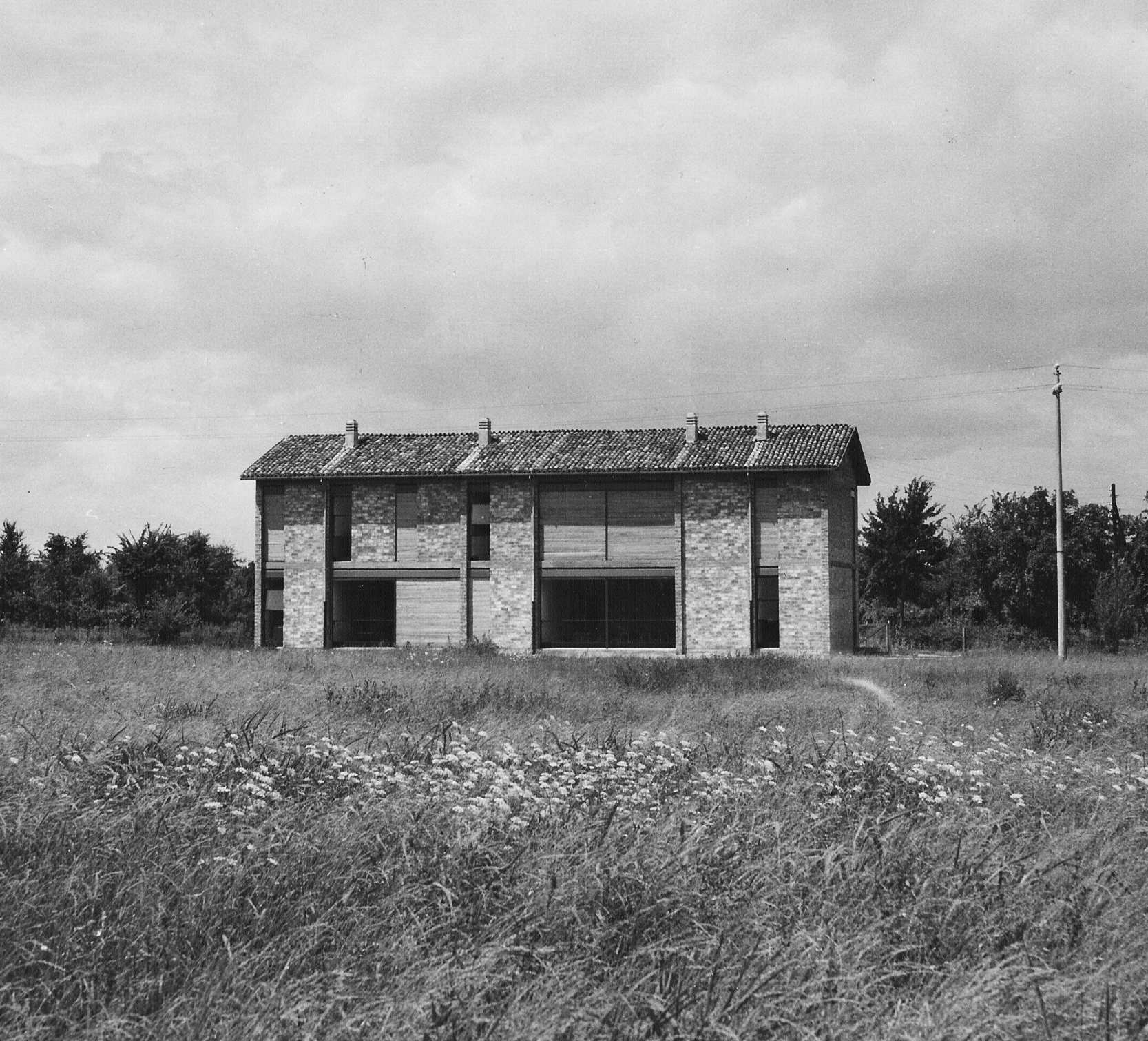
Fig.4 - Asilo di Aiola, Montecchio (RE), 1952.

L'asilo di Aiola del 1952 (fig. 4) e la Chiesa della Vecchia del 1953 (fig. 5) trasferiscono nella stagione neorealista postbellica il preciso sforzo di ribadire "il principio dell'orgoglio della modestia nella costituzione di un linguaggio concordato, fatto di regole semplici e facilmente acquisibili, tali da consentire almeno la base di una corretta edilizia”  . 

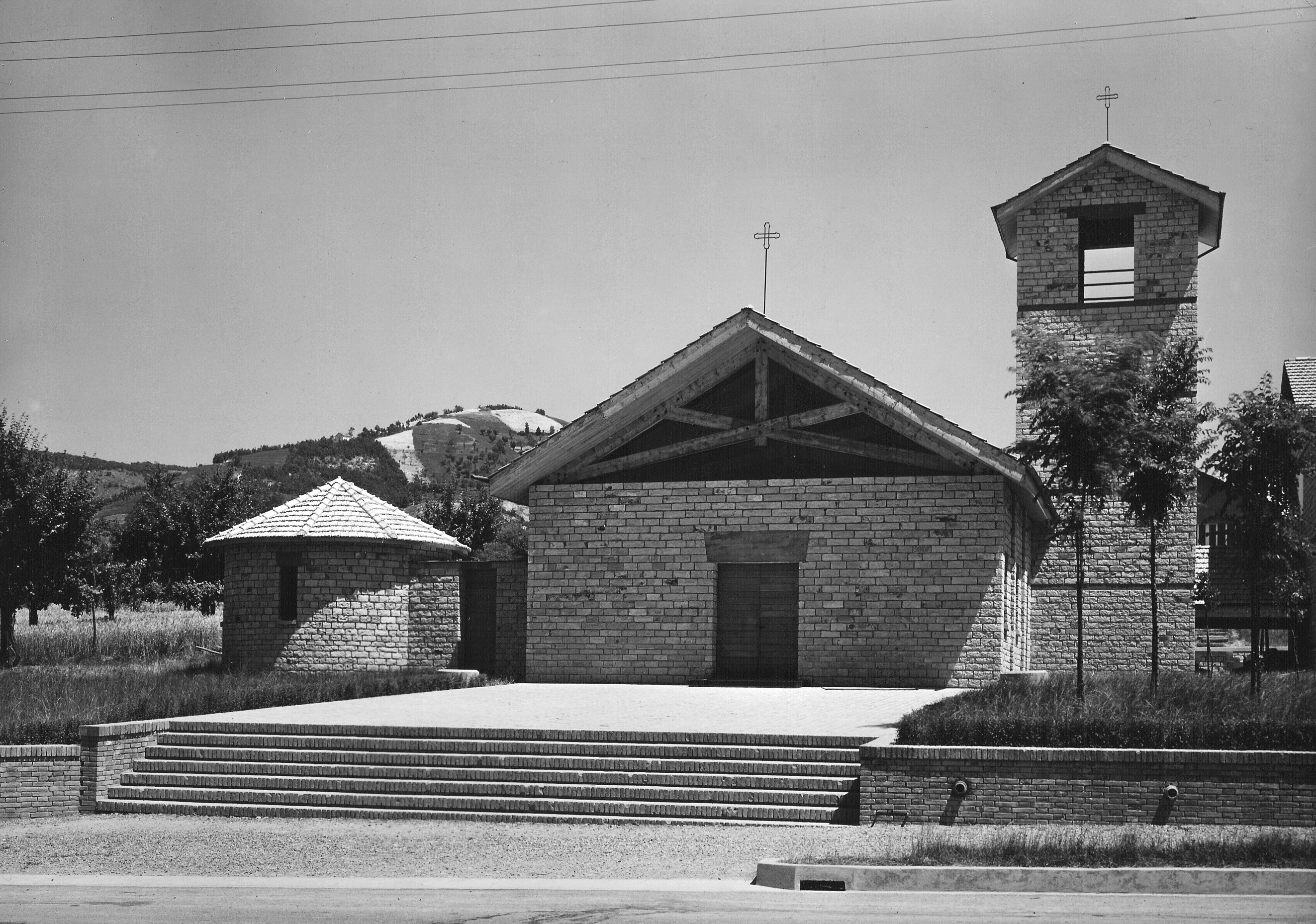
Fig. 5 - Chiesa della Vecchia, Vezzano (RE), 1953

La collaborazione con Albini nel quartiere Rosta Nuova a Reggio del 1956 esalta questo obiettivo  , che si riverbera, in pieno neorealismo, nell'Ospedale Civile di Belluno (fig. 6) del 1957 "momento riassuntivo dell'intero suo lavoro progettuale"  e nelle opere successive.

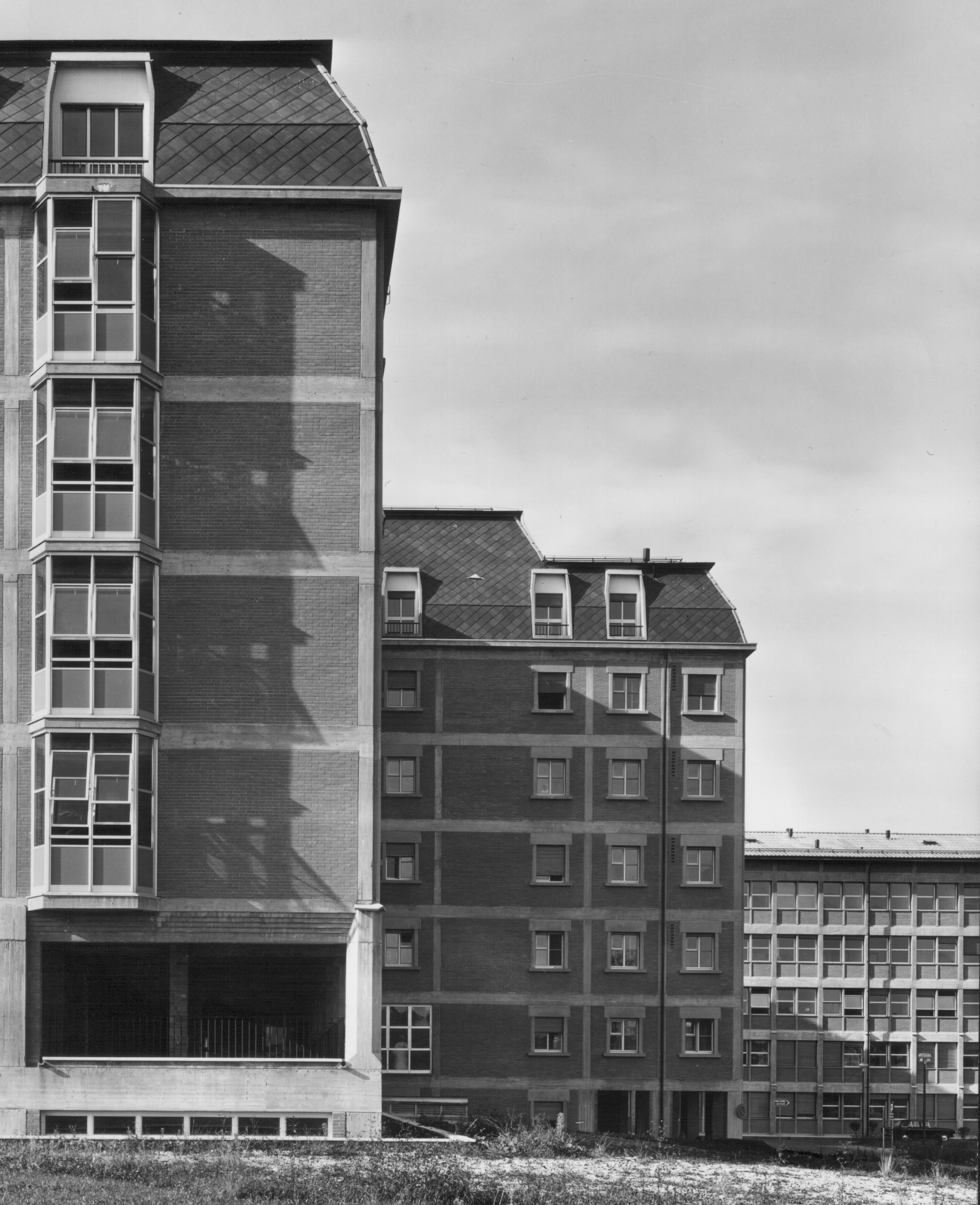
Fig. 6 - Ospedale Civile, Belluno, 1957.

Intanto aveva avuto inizio una vicenda pluriennale, che caratterizzerà sino alla fine la sua attività professionale, legata alla costruzione del nuovo Ospedale di Reggio Emilia. Un primo progetto del 1945, lasciato incompiuto nel 1950, viene completato a partire dal 1955; nel 1962 si costruisce la cappella mentre, durante gli anni '80, vengono aggiunti il servizio di Radioterapia e Medicina nucleare e i nuovi Poliambulatori. C'è poi un primo progetto non realizzato di ampliamento, del 1989, cui seguirà un secondo, vinto in un concorso appalto del 1992, realizzato. Al di là degli aggiornamenti formali e tecnologici, nelle varie parti dell'ospedale Manfredini tiene fede a un'idea di architettura realizzata tramite l'applicazione di un sapere costruttivo privo di complicazioni ideologiche e capace di organizzare sistemi funzionali articolati attraverso impianti distributivi basati su schemi elementari: una logica progettuale che caratterizza del resto molti dei suoi progetti, anche quelli residenziali. Un altro campo di ricerca riguarda l'architettura sacra: portavoce nel 1955 di un'istanza di maggior impegno da parte dei progettisti durante il congresso “Dieci anni di architettura sacra in Italia 1945-1955”, è tra i promotori, nel 1957, della rivista Chiesa e Quartiere, quale corrispondente per l'Emilia e, dal 1965, membro del comitato direttivo. L'appartenenza di Manfredini alla “terza generazione” del movimento moderno lo colloca nella scomoda posizione di doversi difendere dalle futili mode storicistiche e vernacolari che, per contrasto, lo spingono a chiudersi in un funzionalismo elementare, ostile alla complessità . Ma non è isolato in questa battaglia: gli anni Sessanta, infatti, registrano la nascita di un'opposizione alle ideologie del consumismo, che include personalità quali Mario Ridolfi, Luigi Figini e Gino Pollini, Ignazio Gardella, i BBPR, Giuseppe Samonà, Giancarlo De Carlo. Architetti che condividono l'aspirazione a scoprire "un nuovo genere di razionalismo fondato sulle certezze e le verità dell'ossatura e del suo materiale a vista"  .
"Candidamente giacobino, Manfredini vi si inserisce contribuendo a perpetuare con coerenza il costume della trasgressione. Nelle decadi seguenti, tranquillamente distaccato dalle sterili diatribe che arrovellano gli architetti di mestiere, si dedica a perfezionare una metodologia divulgativa che rifiuta sia la razionalità astratta sia l'arbitrarietà espressiva. Entrato a far parte della rivista Parametro", fondata e diretta nel 1970 da Giorgio Trebbi e Glauco Gresleri, "analizza sistematicamente nella rubrica Costruire vocaboli e nessi edilizi, con la calma attenta elogiata da Albini. La Chiesa del Buon Pastore del 1970 e il cimitero di Coviolo a Reggio Emilia del 1980, sino alle recenti opere per l'Ospedale della sua città, documentano la fedeltà a una iconografia ascetica, dove l'inventività viene tutta indirizzata all'esatta coincidenza tra tecnica e forma. Approdo di una professionalità scaltrita e sapiente, gli ultimi prodotti denotano una caparbia maturità immune da decadenze e cedimenti. Qui, dice quasi con rammarico Gregotti, sta l'anomalia del caso Manfredini: nell'eccezionalità di un impegno civile che, paradossalmente, sconfessa l'ambizione di proporsi come scelta comune".